# California (Maryland)
California est une census-designated place située dans le comté de Saint Mary, dans l’État du Maryland, aux États-Unis. Lors du recensement de 2020, elle comptait 12 947 habitants.